# Raymond Kalinowski
Pour les articles homonymes, voir Kalinowski.
Raymond Kalinowski, né le 16 janvier 1942 à Middletown (Connecticut) et mort le 17 août 2014 à Durham (Connecticut), est un homme politique américain.

## Biographie
Fils de Charles Casey et d'Eleanor (Czaja) Kalinowski, Raymond Kalinowski naît le 16 janvier 1942 à Middletown dans le Connecticut, il grandit à Rockfall.
Il siège à la Chambre des représentants du Connecticut pour le 100e district de 2003 à 2009.
Raymond Kalinowski meurt d'un cancer le 17 août 2014 à Durham dans le Connecticut à l'âge de 72 ans,.